# Kamil Khanlarov
Kamil Ali Abbas oglu Khanlarov (en azerí: Kamil Əliabbas oğlu Xanlarov) fue un pintor de Azerbaiyán, Artista del Pueblo de la RSS de Azerbaiyán.

## Biografía
Kamil Khanlarov nació el 15 de junio de 1915 en Bakú. Entre 1931 y 1935 estudió en el Colegio Estatal de Arte en nombre de Azim Azimzade. Salam Salamzade, Artista del Pueblo de la RSS de Azerbaiyán, fue uno de los profesores en el colegio.
Su primera obra fue “La reunión en el pueblo”, que tenía un tema histórico, y se presentó durante una exposición en 1932. Las obras del pintor se centraron  principalmente en los temas históricos, así como en retratos antes y durante la Segunda Guerra Mundial. Las obras en temas históricos incluyen “La reunión en el pueblo” (1932), “Mazdak antes de la ejecución” (1941), “La rebelión en Tovuz” (1940), “Javanshir en la batalla contra los invasores” (1982), “Recepción del enviado ruso por Fatali Khan”, etc.
Los paisajes ocuparon un lugar especial en las obras del artista – “Paisaje de Zagatala” (1957), “La orilla de Araz” (1965), “Julfa” (1973). Kamil Khanlarov también creó los retratos Soltan Muhammad, Aga Mirek, Gatran Tabrizi, Nezamí Ganyaví, Javanshir, İmadaddin Nasimi, etc.
Las obras de Kamil Khanlarov se exhibieron en Austria, Hungría, Rumania, Alemania, Egipto, Irak, Canadá, Siria, Noruega, Francia, Finlandia, Japón, Irán, Afganistán, Turquía y Polonia. Sus obras se conservan en varios museos, galerías y colecciones privadas de Azerbaiyán.
Kamil Khanlarov falleció en 1996 en Bakú.

## Premios y títulos
- Medalla de la Distinción Laboral (1959)
- Artista de Honor de la RSS de Azerbaiyán (1964)
- Artista del pueblo de la República de Azerbaiyán (1992)